# Jambu (Tugu)
Jambu is een bestuurslaag in het regentschap Trenggalek van de provincie Oost-Java, Indonesië. Jambu telt 3690 inwoners (volkstelling 2010).